# Frontière entre l'Arabie saoudite et le Yémen
Cette frontière délimite la séparation entre l'Arabie saoudite et le Yémen.    
Les quatre provinces saoudiennes frontalières sont, d'ouest en est :
- la province de Jizan, capitale Jizan,
- la province d'Asir, capitale Abha,
- la province de Najran, capitale Najran,
- la province de l'est, capitale Dammam, pointe sud.

Les cinq provinces yéménites concernées sont, d'ouest en est :
- le Gouvernorat de Hajjah, capitale Hajjah,
- le Gouvernorat de Sa'dah, capitale Sa'dah,
- le Gouvernorat d'Al Jawf, capitale Al Hazm,
- le Gouvernorat de l’Hadramaout, capitale Al Mukalla,
- le Gouvernorat de Mahra, capitale Al Ghaydah, pointe nord.

## Histoire
- Arabie Saoudite
- Yemen

La frontière fut tracée à l'origine par St. John Philby dans les années 1930.
Son tracé fut officialisé par la signature d'un traité entre les deux pays le 12 juin 2000. Avant cette date, les Saoudiens revendiquaient une vaste zone triangulaire formé par les villes de Al Buqa', Ma'rib et Al Wadi'ah (« Ligne Hamza »). Cette région, qui n'était donc pas délimitée, dormait un dangereux saillant saoudien pour les Yéménites puisque la ville de Ma'rib se trouve à environ 120 km à l'est de la capitale du Yémen, Sanaa. Le traité faisait disparaître cet inconvénient.
Consécutivement à la signature du traité, la frontière a été matérialisée sur le terrain par la société privée Hansa Luftbild German Air Surveys, qui a achevé cette mission en 2003.
Dans le traité, il est en outre stipulé qu'une bande de 20 km de chaque côté de la frontière doit rester démilitarisée. La frontière restant contestée par des tribus locales, notamment les Waila et les Yam, l'Arabie Saoudite a construit dans la zone démilitarisée un mur de protection. Celui-ci, haut de trois mètres, a été édifié sur une longueur de 42 kilomètres ; la construction a été interrompue en 2004 sur intervention diplomatique de l'Égypte et des États-Unis d'Amérique.
Selon The New York Times de mai 2018, dans le cadre de la guerre civile yéménite, des forces spéciales américaines seraient déployées à la frontière entre l'Arabie saoudite et le Yémen, pour protéger la frontière des Houthis et pour aider les forces saoudiennes à trouver leurs caches de missiles.
|                                                   |  |  |
| Evolution des frontières du Yémen en 1990 et 2000 |  |  |